# Kniptjärnen (Sorsele socken, Lappland)
Kniptjärnen är en sjö i Sorsele kommun i Lappland och ingår i Umeälvens huvudavrinningsområde.